# Henningsia
Henningsia — рід грибів родини Meripilaceae. Назва вперше опублікована 1895 року. Рід названий в честь Пауля Геннінгса.